# Оловников, Алексей Матвеевич
Алексей Матвеевич Оловников (10 октября 1936, Владивосток — 6 декабря 2022, Москва) — биолог-теоретик, специалист в области биологии старения, теоретической молекулярной и клеточной биологии, ведущий научный сотрудник Института биохимической физики РАН, кандидат биологических наук, лауреат Демидовской премии (2009). Объяснил старение клеток, предсказав существование механизма, компенсирующего укорочение теломер (теломеразы) при каждом делении клетки.

## Биография
Родился 10 октября 1936 года во Владивостоке. Окончил Московский государственный университет имени М. В. Ломоносова (МГУ).
Ранние работы посвящены изучению динамики иммунного ответа на полимерные антигены и механизма реакции агглютинации.

## Теория маргинотомии
Впервые гипотезу, объясняющую экспериментальные данные Леонарда Хейфлика, Оловников выдвинул в 1971 г., предложив теорию маргинотомии — отсчёта клеточных делений и старения вследствие недорепликации последовательностей ДНК на концах хромосом (теломерных участков).
Теория предполагает, что «нестарение» бактерий обусловлено кольцевой формой ДНК, а теломерные последовательности в стволовых и раковых клетках защищены благодаря постоянному — при каждом делении клетки — удлинению особым ферментом — тандем-ДНК-полимеразой (современное название — теломераза).
В последующих двух статьях (1972, 1973) в русской и англоязычной печати он подробно рассмотрел разные биологические следствия своей гипотезы, в том числе применительно к объяснению старения, канцерогенеза и иммунных реакций..
В 1998 году вывод о теломерном механизме ограничения числа делений клетки подтвердили американские исследователи-экспериментаторы, преодолевшие лимит Хейфлика путём активации теломеразы.

## Дальнейшая жизнь
Интенсивно занимался теоретической разработкой вопросов старения и индивидуального развития.
Скончался 6 декабря 2022 года.

## Отказ от теломерной теории старения
В 1992—1994 гг. — в связи с обнаружившимися затруднениями теломерной теории в объяснении некоторых аспектов старения — сформулировал гипотезу укорочения генома постмитотических клеток путём концевой недорепарации ДНК.
В дальнейшем полностью отказался от теломерной гипотезы старения (наиболее полно это отражено в двух его статьях, вышедших в журналах «Биохимия» и «Успехи геронтологии» в 2003 году) и взамен неё предложил т. н. редусомную гипотезу, предполагающую укорочение структур (принтомер и хрономер) в т. н. «латеральной ДНК».
В ряде публикаций А. М. Оловникова говорится о эпифизе как о «луносенсоре» (или «эндокринно-гравитационном луносенсоре») и о «лунафазных морфологических изменениях у мышей».
Оловников дал интервью на эту тему.
Кроме того, А. М. Оловниковым предложена (2001 год) «фонтанная гипотеза» регуляции активности генов и эффекта доминантности.
В переводе А. М. Оловникова на русском языке вышел целый ряд известных монографий и руководств — «Клеточная иммунология» Ф. М. Бернета («Мир», М., 1971), «Сравнительная иммунология» Э. Купера («Мир», М., 1980) и др.

## Выдвижение на Нобелевскую премию
В 1985 году Кэрол Грейдер и Элизабет Блэкберн (Нобелевская премия 2009 года) выявили в клетках теломеразу, а в 1998 году при помощи теломеразы исследователям удалось «омолодить» культуру клеток.
Профессор Леонард Хейфлик утверждал в этой связи, что «проницательное предположение Оловникова получило экспериментальное подтверждение».
Бывший научный руководитель Оловникова академик Владимир Скулачёв, который вместе с другими специалистами выдвигал в 2009 году кандидатуру Оловникова на Нобелевскую премию, утверждал в этой связи в интервью РИА «Новости»:

«Это очень несправедливо, я считаю, поскольку он предсказал это явление. Общепринято в мире, что он высказал эту идею, они (лауреаты) лишь подтвердили её. Но это дело уже Нобелевского комитета, конечно».

Профессор Института молекулярной биологии РАН Егор Егоров, однако, считает, что премию заслужили американские специалисты. «Они десятилетиями занимаются этим вопросом, а Оловников ограничился одной статьей. Она была провидческая, гениальная, но одна».
Заместитель директора Института биохимической физики им. Н. М. Эммануэля РАН, где в последнее время работал Алексей Оловников, кандидат химических наук Геннадий Макаров считает: «Ситуация сложилась печальная, но предсказуемая. Такое было уже и раньше — подняли шум, однако ничем серьёзным это так и не кончилось».